# Technique Grogro
Technique Grogro est le cinquième album publié dans la série Donjon Parade de la saga Donjon, numéroté 5, dessiné par Manu Larcenet, écrit par Lewis Trondheim et Joann Sfar, mis en couleur par Walter et publié en juin 2007.

## Résumé
Grogro, le monstre verdâtre, pelucheux et amateur de « tilapins » cache un lourd secret : il appartient à la redoutable race des Péléens. C’est porteurs de cette information, que trois émissaires du peuple Hyperménoréen s’infiltrent dans le donjon, avec la ferme intention d’« emprunter » temporairement Grogro au Gardien. La requête est acceptée d’autant plus facilement que ces hyperménoréens semblent capables d’anéantir facilement n’importe quel monstre… sauf justement Grogro. Prudent, le gardien envoie Marvin suivre Herbert de Vaucanson, qui lui-même est chargé de suivre les traces de Grogro. Si dans un premier temps, les hyperménoréens semblent seulement désireux d’apprendre les techniques de combat de Grogro (« chi quelq’un m’embête, che le tape »), leur plan est beaucoup plus sinistre : ils vont tenter de déjouer une ancienne prophétie annonçant que leur peuple serait détruit par les péléens. Ils espèrent utiliser Grogro pour trouver puis anéantir les péléens et renverser ainsi la prophétie à leur profit. Seul Herbert semble pouvoir empêcher la réussite de ce plan d’extermination...

## Détails
Quand Horous se bat contre les Hyperménoréens, il lance un "Siwelee Zirej" qui signifie "Jerry Lee Lewis" à l'envers. Puis il dit "Rutufon Kunp" (Punk No Future). Un des Hyperménoréens lui répond "Daedzi Kcor" (Rock is dead)

## Hyperménoréens
L'hyperménorrhée désigne des règles qui ont une durée normale mais sont d'une abondance exagérée.
Mais le mot Hyperménoréens fait penser aux régions hyperboréennes dans Conan le Barbare où il existe un royaume Hyperboréen (qui est un pays barbare proche de la Cimérie de Conan).
Dans la mythologie grecque, les Hyperboréens (en grec ancien Ὑπερϐόρεοι / Hyperbóreoi) étaient un peuple mythique qui habitait aux confins septentrionaux du monde habité. Leur terre, appelée Hyperborée (« au-delà de Borée, le vent du nord »), était parfaite, avec le soleil qui y brillait vingt-quatre heures par jour.
Par ailleurs, le nom du peuple péléens est une référence à l'Iliade, où Achille est souvent nommé péléide (fils de Pélée).